# Правонаступництво України

Сучасна територія України у порівнянні з територією, яка була заявлена делегацією УНР на Паризькій мирній конференції в 1919-20 рр.

Правонаступництво України — юридично-правові норми, що визначають перехід прав та зобов'язань від держав попередників до держави Україна.
Врегулювання юридично-правових норм правонаступництва здійснювали Верховна Рада УРСР, Верховна Рада України, інші державні установи в межах своїх повноважень. Крім того, Конституційний Суд України здійснював тлумачення окремих положень Конституції та Законів України в частині правонаступництва. Ці норми визначають Україну правонаступницею Української РСР та, частково, СРСР. 

## Формальне правонаступництво

### Правонаступництво України як складова права України
Вперше юридично-правові норми правонаступництва України визначені в Декларації про державний суверенітет України від 16 липня 1990 року. Декларація проголошує безперервність держави України та її територіальне наступництво в існуючих кордонах Української Радянської Соціалістичної Республіки. У Декларації оголошувалося правонаступництво в правах на частину в надбаннях СРСР (зокрема в алмазному і валютних фондах, золотому запасі). У Декларації проголошувалося "Українська РСР має право на свою частку в загальносоюзному багатстві, зокрема в загальносоюзних алмазному та валютному фондах і золотому запасі, яка створена завдяки зусиллям народу Республіки.
Закон України від 12 вересня 1991 р. «Про правонаступництво» визначав чинність органів державної влади та законів УРСР до, відповідно, утворення та прийняття нових органів влади та законів України.

### Правонаступництво України як складова міжнародного права
При укладанні міжнародних договорів з різноманітних аспектів правонаступництва Україна виходила зі своїх національних інтересів та зобов'язань.
Угода про створення Співдружності Незалежних Держав від 21 грудня 1991 року містила гарантії держав-учасниць СНД з виконання міжнародних зобов'язань, визначені в договорах і угодах колишнього СРСР. Кожна держава СНД також визначала для себе право підтвердити дію того чи іншого договору СРСР.

## Неформальне правонаступництво
Окремі документи містять неформальні визначення, що прямо або непрямо проголошують правонаступництво України від інших держав українського народу: Русі, Гетьманщини, Української Народної Республіки. Неформальність такого правонаступництва також підтверджується передачею Президентом УНР у вигнанні Миколою Плав'юком 22 січня 1992 року клейнодів новообраному Президенту України Леоніду Кравчуку та складання з себе повноважень Президента УНР. Ця подія наразі вважається символічною, оскільки вона не мала жодних правових наслідків, хоча Кравчук запевнив делегацію УНР, що незабаром буде розроблено регламент використання державних символів, і, що важливо, наголосив:
"Цей акт має нагадати усім, що Україна веде свій родовід, свою політичну, державницьку біографію від історичних часів, які надають силу і велич нашому народові, – від часів Київської Русі, Козацько-Гетьманської держави й Української Народної Республіки".
Разом з тим, 22 січня 2018 року у заходах присвячених 100-річчю проголошення незалежності Української Народної Республіки 5-ий Президент України під час виступів неодноразово наголосив на спадковості державної традиції.
|  | Сучасна Україна – спадкоємиця багатовікових державно-національних традицій, відроджених під час та внаслідок Української революції 1917 – 1921 років. Ідея державної самостійності, поставлена на порядок денний та загартована під час Революції, стала потужною матеріальною силою. Вона визначила увесь подальший перебіг історії України |

22 січня 2018 року групою депутатів (Ю.Іллєнко, Ю.Левченко, М.Головко, О.Осуховський, О.Марченко, А.Білецький, О.Петренко) до Верховної Ради України було подано проект закону №7521 «Про правонаступництво України щодо Української Народної Республіки». Суть цього документу зводиться до того, що сучасна українська держава повинна проголосити себе правонаступницею УНР, а не УРСР, як це є формально зараз, з усіма похідними від цього наслідками.